# Karen Leanne Bell
Karen Leanne Bell (1981) ea una botánica, curadora, palinóloga, y taxónoma estadounidense.
Desarrolla actividades académicas y científicas como investigadora en sistemática (taxonomía), biología evolutiva, y genética, en la Universidad Emory en Atlanta.

## Algunas publicaciones
- karen l. Bell, kevin s. Burgess, kazufusa c. Okamoto, roman Aranda, berry j. Bros. 2016. Review and future prospects for DNA barcoding methods in forensic palynology. Forensic Science International: Genetics 21: 110 - 116. DOI: 10.1016/j.fsigen.2015.12.010

- ---------------, haripriya Rangan, christian a. Kull, daniel j. Murphy. '2015. The history of introductionof the African baobab (Adansonia digitata, Malvaceae: Bombacoideae) in the Indian subcontinent. R.Soc. open sci 2: 150370 http://dx.doi.org/10.1098/rsos.150370

- ---------------, kevin s. Burgess, timothy d. Read, berry j. Brosi. 2015. The effect of sample complexity and sequencing depth on DNA barcoding of mixed-species pollen samples. Genome 58 (5): 194.

## Honores

### Membresías
- American Society of Plant Taxonomist
- Botanical Society of America
- North American Rock Garden Society
- Saxifrage Society
- Society for the Study of Evolution
- Society of Systematic Biologist
- Torrey Botanical Society
- La abreviatura «K.L.Bell» se emplea para indicar a Karen Leanne Bell como autoridad en la descripción y clasificación científica de los vegetales.[3]

- Portal:Biología. Contenido relacionado con Palinología.